# Forno anagama

Forno anagama
1. Porta larga circa 75 cm
2. Focolare
3. Pavimento per l'accatastamento fatto di sabbia silicea
4. Valvole di tiraggio
5. Canna fumaria
6. Camino
7. Arco refrattario

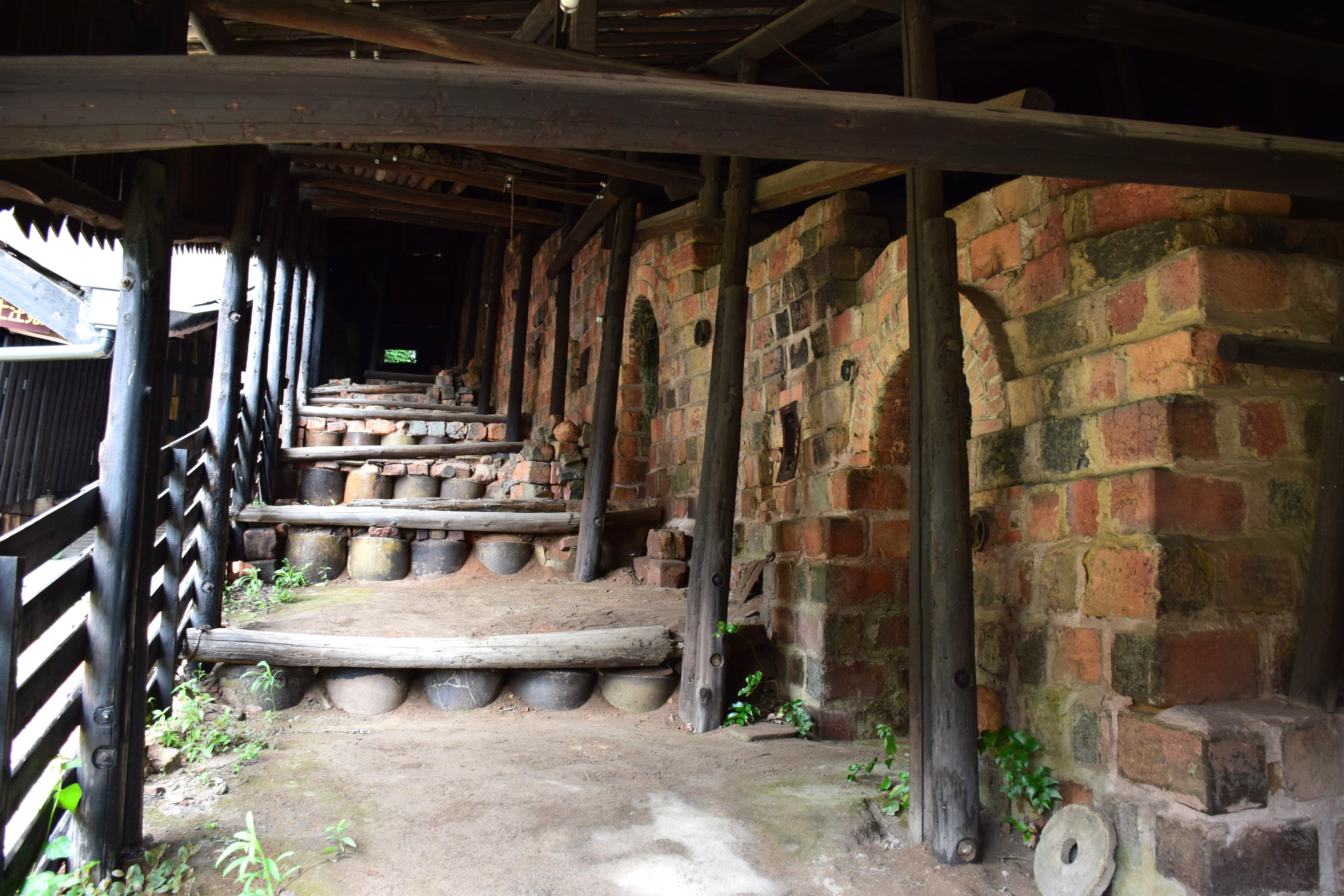
Noborigama a Tokoname (Aichi)

Un noborigama

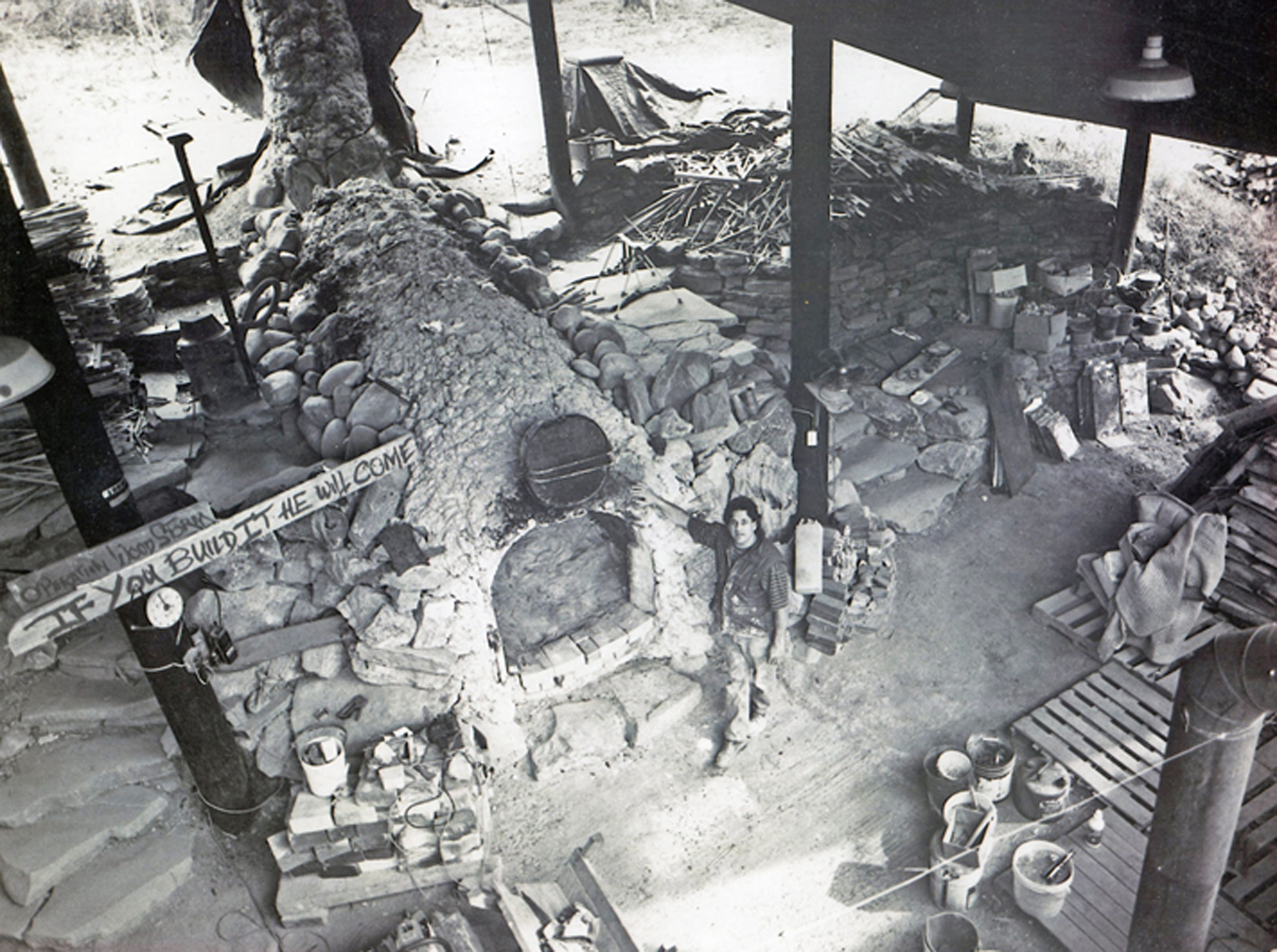
Forno anagama in New Jersey (USA)

Il forno anagama (窖窯?) è un antico tipo di forno per la ceramica introdotto in Giappone dalla Cina attraverso la Corea nel V secolo. È una versione del forno drago ascendente utilizzato nel sud della Cina, del quale fu copiato anche l'ulteriore sviluppo, per esempio nella suddivisione dello spazio di combustione in una serie di camere nel forno noborigama.
Un anagama (un termine giapponese che significa "forno a galleria") consiste di una camera di combustione con un focolare a un'estremità e una canna fumaria all'altra. Sebbene si usi il termine "focolare" per descrivere lo spazio destinato al fuoco, non c'è nessuna struttura fisica che separi lo spazio dell'alimentazione da quello destinato alla ceramica. Il termine anagama descrive forni a camera singola costruiti a forma di galleria in pendenza. In realtà, i forni antichi erano a volte costruiti scavando gallerie in ammassi di argilla.
L'anagama è alimentato a legna, al contrario dei forni elettrici o alimentati a gas usati comunemente dalla maggioranza dei ceramisti contemporanei. Per la cottura è necessario   un rifornimento continuo di combustibile, in quanto la legna gettata nel forno ardente si consuma molto rapidamente. L'alimentazione avviene giorno e notte finché non sono soddisfatte una serie di variabili tra cui il modo in cui appaiono i recipienti cotti dentro il forno, le temperature raggiunte e sostenute, la quantità di cenere applicata, l'umidità delle pareti e dei recipienti, ecc.
Bruciare la legna non solo produce calore fino a 1.400 °C (2.500 °F), ma anche cenere volante e sali volatili. La cenere della legna si deposita sui pezzi durante la cottura, e la complessa interazione tra la fiamma, la cenere e i minerali del corpo di argilla forma una vetrina di cenere naturale. Questa vetrina può mostrare grande varietà di colore, tessitura e spessore, andando da liscia e lucida a ruvida e tagliente. La collocazione dei pezzi all'interno del forno influenza distintamente l'aspetto della ceramica, in quanto i pezzi più vicini al focolare possono ricevere pesanti strati di cenere o essere perfino immersi nelle braci, mentre altri più in profondità nel forno possono essere toccati solo lievemente dagli effetti della cenere. Altri fattori che dipendono dalla localizzazione includono la temperatura e l'ossidoriduzione. Oltre alla localizzazione nel forno (come con altri forni a tiraggio ascendente alimentati a combustibile) il modo in cui i pezzi sono posti l'uno vicino all'altro influenza il percorso della fiamma e, quindi, anche l'aspetto dei pezzi all'interno di zone localizzate del forno può variare. Si dice che caricare un forno anagama sia la parte più difficile della cottura. Il ceramista deve immaginare il percorso della fiamma mentre attraversa velocemente il forno e usare questa direzione per "dipingere" i pezzi con il fuoco.
Scrive al riguardo il ceramista tedesco Jan Kollwitz: «I colori sulle ceramiche si formano dalla cottura. Non si applica nessuna vetrina, bensì i pezzi vengono esposti alle fiamme, al fumo, al carbone ardente e alla cenere volante. Così si formano colorazioni rosse e grigie, in parte pervinca. La cenere della legna che arde turbina attraverso il forno e si posa come polvere sottile sulle ceramiche, che a temperature al di sopra di 1.250 °C si fonde con la superficie di argilla in uno smalto vitreo. Questa vetrina di cenere volante che si forma naturalmente varia a seconda della posizione del recipiente nel forno da un velo opaco color ocra a una pasta vitrea verde cupo».
I tempi di cottura dipendono dal volume del forno e possono impiegare da 48 ore a 12 o più giorni. Il forno generalmente impiega la stessa quantità di tempo per raffreddarsi. Le registrazioni delle cotture storiche fatte in grandi forni asiatici condivisi da vari ceramisti dello stesso villaggio, descrivono parecchie settimane di alimentazione costante per la cottura.

## Varianti del forno
Una variante dello stile anagama è il forno waritake.  Un forno waritake è simile all'anagama nella struttura, ma ha pareti divisorie costruite a intervalli di parecchi metri per tutta la sua lunghezza. Ogni scomparto può essere alimentato lateralmente.
Il forno ascendente a camera noborigama (登り窯?) è costruito anch'esso su una pendenza, e ciascuna camera successiva è situata più in alto di quella precedente. Le camere in un noborigama sono perforate a intervalli con portelli di alimentazione. Tali forni ascendenti si usano in Giappone fin dal XVII secolo. Il più grande forno noborigama funzionante in Giappone è localizzato a Shigaraki, nella porzione meridionale della prefettura di Shiga.  
Il renboshiki noborigama è un forno ascendente multi-camera. Ci sono molte caratteristiche distintive tra lo stile noborigama e quello anagama. Ad esempio, un anagama è piuttosto simile a un semitubo (volta lunga) con un fuoco acceso all'estremità inferiore. Un noborigama è simile a un insieme di semitubi (archi o volte brevi che si sostengono tra loro con contrafforti) posti fianco a fianco con perforazioni che consentono a ciascuna camera di inserirsi in quella successiva.
Il jagama (forno serpente o forno drago) è affine ai forni anagama, noborigama e waritake ed era usato estesamente in Cina almeno dal III secolo d.C. I jagama hanno una forma a tubo simile ai forni anagama, ma possono essere più lunghi intorno a 60 m. Sebbene divisi in scomparti e alimentati lateralmente, i jagama non hanno pareti divisorie, ma piuttosto si creano pareti improvvisate accatastando fittamente le ceramiche a intervalli.

## Caratteristiche
Il principale vantaggio è che il calore della combustione viene riutilizzato, lo stesso calore che riscalda più di una parte del forno. Il calore creato durante la cottura nella parte inferiore del forno preriscalda le camere superiori. Inoltre, il materiale che si raffredda e le pareti inferiori preriscaldano l'aria in ingresso. Pertanto, la cottura degli oggetti nelle camere superiori richiede solo una piccola quantità di combustibile in più (dal punto di vista termodinamico, la temperatura più elevata della combustione e lo scarico più freddo determinano una maggiore efficienza). Un tipo di forno moderno, chiamato "forno a tubo", migliora ancora di più l'efficienza e la produzione facendo spostare il materiale in direzione opposta a quella dei gas roventi.
Tutti questi forni utilizzano due meccanismi di scambio in controcorrente per mantenere l'alimentazione d'aria e per cambiare il materiale che viene inserito, il tutto con una minima perdita di calore. 
Un vantaggio delle varianti a camera e a semicamera, sembra essere, in parte, il tiraggio discendente, che rende i risultati di cottura meno sensibili al modo in cui viene caricato il materiale.
Uno svantaggio di questi piccoli forni è la tendenza al raffreddamento rapido, causato dall'aria in ingresso.